# Raphael Freienstein
Raphael Freienstein, né le 8 avril 1991 à Marbourg (Hesse), est un coureur cycliste allemand.

## Palmarès
- 2013
  - 3e du championnat d'Allemagne sur route espoirs
- 2014
  - 4e étape du Tour of the Great South Coast
  - 5e étape du Tour du Gippsland
  - 2e du Tour of the Murray River
  - 3e du Tour of the Great South Coast
  - 3e du Tour du Gippsland
- 2015
  - 2e étape du Tour de Perth
  - 2e du Tour of the Great South Coast
  - 3e du Tour of the King Valley
- 2016
  - 2e étape de la Flèche du Sud
  - Erzgebirgsrundfahrt
  - 2e du championnat d'Allemagne du contre-la-montre par équipes
  - 2e de la Flèche du Sud
- 2017
  -  Champion d'Allemagne du contre-la-montre par équipes
  - Erzgebirgsrundfahrt
  - 7e étape du Tour de Southland
- 2018
  - Vainqueur du National Road Series
  - 3e étape de la Battle Recharge (contre-la-montre)
  - 6e étape du Tour of the Great South Coast
  - Classement général du Tour du Gippsland
  - 3e étape du Tour de Tasmanie
  - 2e de la Baw Baw Classic
  - 2e de la Grafton to Inverell Classic
  - 2e de la Battle Recharge
  - 2e du Tour of the Great South Coast
- 2019
  - Tour de Brisbane
  - 5e étape du Tour of the Great South Coast (contre-la-montre par équipes)
  - 4e étape du Tour de Tasmanie
  - 2e du Tour of the Great South Coast

## Classements mondiaux
| Année           | 2013 | 2014 | 2015 | 2016 | 2017 |
| --------------- | ---- | ---- | ---- | ---- | ---- |
| UCI Europe Tour | 831e |      |      | 480e | 813e |